# Боракай

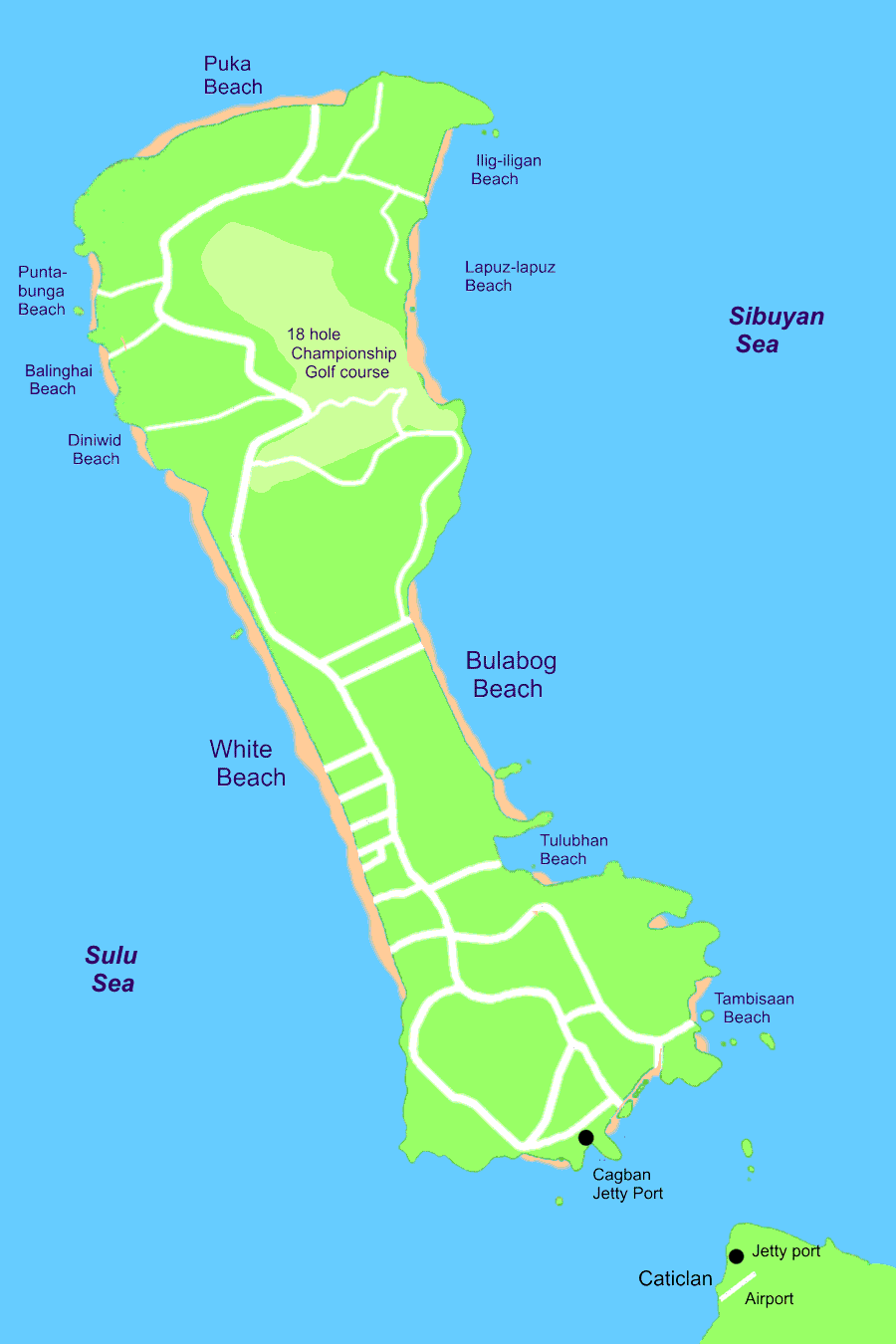
Карта острова Боракай.

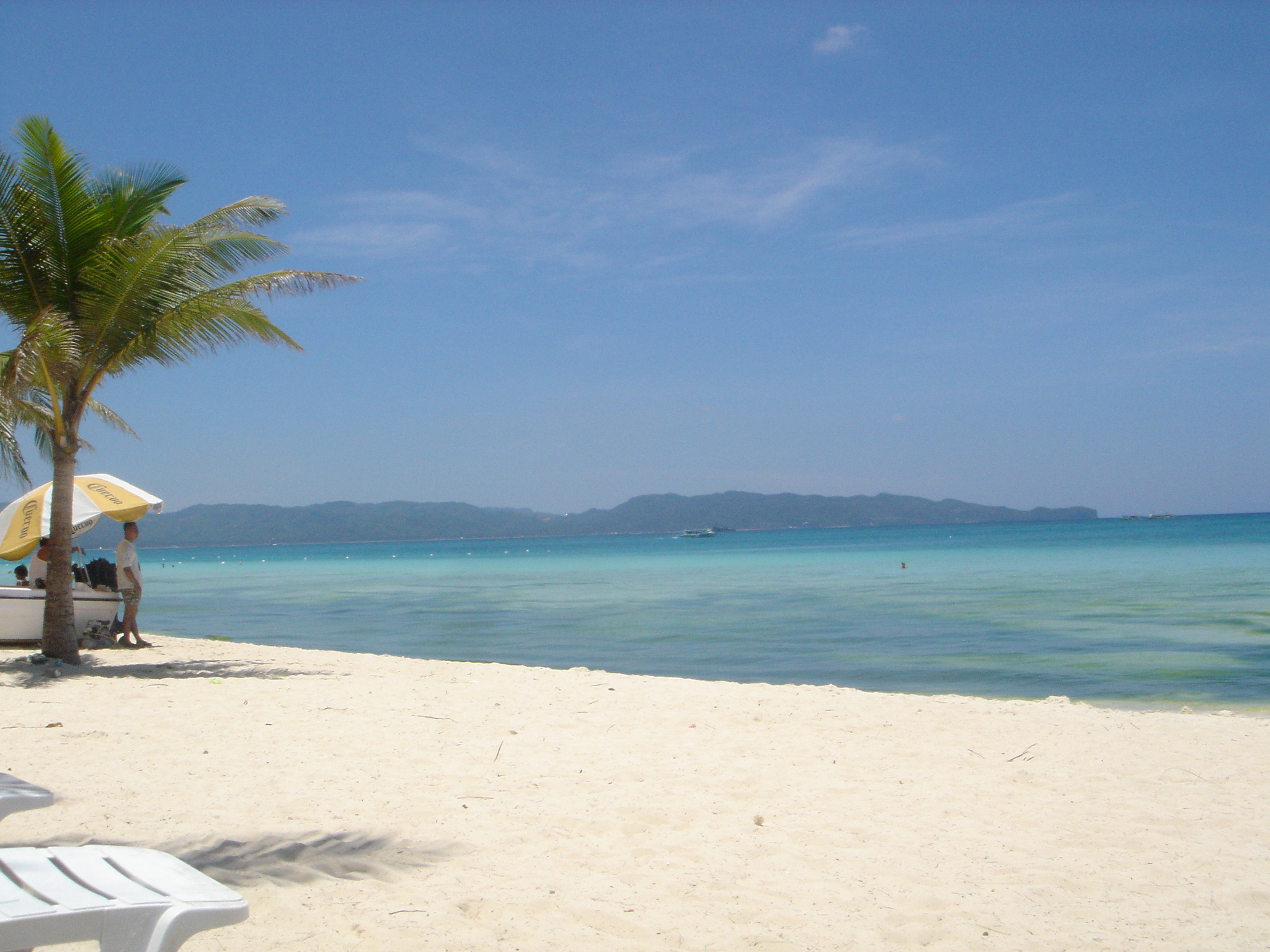
Белый пляж Боракая

Боракай (англ. Boracay) — небольшой тропический остров в составе центральной части Филиппинского архипелага. Лучший остров по версии американского журнала «Conde Nast Traveler» (2016).
13 апреля 2018 года президент Филиппин Родриго Дутерте из-за экологических проблем распорядился закрыть для туристов популярный остров-курорт Боракай с 26 апреля 2018 года на срок до шести месяцев.

## География
Расположен в двух километрах к северу от острова Панай. Площадь острова — 10,32 км².

## Экономика
Боракай является одним из главных рекреационных регионов Филиппин, центром пляжного отдыха, дайвинга и кайтсёрфинга. Основная достопримечательность острова — Белый пляж (англ. White Beach).